# إيفا بيكون
إيفا بيكون (بالإنجليزية: Eva Bacon)‏ (1909-23 يوليو 1994): وُلدت باسم إيفا غولدنر، كانت اشتراكية ونسوية في بريسبان أستراليا، كانت أعوامها الأكثر نشاطًا في الفترة بين خمسينيات القرن العشرين وثمانينياته. نشأت في النمسا وكانت في شبابها عضوًا في عدة منظمات سياسية يسارية، فرّت إيفا غولدنر من النمسا المحتلة من قبل النازيين في عام 1939، وهاجرت في النهاية إلى أستراليا. بقيت غولدنر منخرطةً في السياسة المحلية والدولية وانضمت إلى الحزب الشيوعي الأسترالي، وتزوجت من زميلها العضو في الحزب تيد بيكون في عام 1944. على امتداد مسيرتها كانت بيكون عضوًا ناشطًا في الحزب الشيوعي الأسترالي، واتحاد النساء الأستراليات حيث انخرطت بقوة في حملات يوم المرأة العالمي، بما في ذلك حضور مؤتمر الأمم المتحدة العالمي للمرأة في المكسيك عام 1975 للاحتفال بالعام العالمي للمرأة. كانت بيكون أيضًا عضوًا ناشطًا جماعة الضغط لحق المرأة في الانتخاب، الرابطة المرأة الدولية للسلام والحرية. كانت شغوفةً في قضايا رعاية الأطفال، وضمن عملها السياسي تصادمت على وجه التحديد مع رئيس وزراء كوينزلاند المحافظ جون بيلكي بيتيرسون.

## حياتها الباكرة ومرحلة الشباب
وُلدت في النمسا في عام 1909 لوالدين يهوديين، كانت إيفا غولدنر متنبّهةً للفاشية ومعاداة السامية منذ فترة باكرة من حياتها. كانت مناضلةً شيوعية في شبابها وعضوًا في منظمة الإعانة الحمراء الأممية، وهي منظمة شيوعية تأسّست لتقديم المساعدة للسجناء السياسيين لـ«حرب الطبقات»، وعملت على مساعدة ضحايا الفاشية. أُرغمت غولدنر ووالدتها -امرأة يهودية يسارية- على الفرار من النمسا في عام 1939 جراء الاحتلال النازي للنمسا، وهاجرتا إلى أستراليا بعد تمضيتهما مدةً قصيرة في إنجلترا. باتت غولدنر، التي كانت تعمل في الخياطة وتصميم الأزياء، منخرطةً مع اليسار في بلدها الجديد حيث حضرت أول اجتماع لها في يوم المرأة العالمي في عام وصولها ذاته. عزت إلى ذلك الاجتماع الكثير من الإلهام لنشاطها السياسي اللاحق. أصبحت غولدنر سريعًا عضوًا في الحزب الشيوعي الأسترالي حيث التقت، خلال عرض لفرقة مسرح الوحدة، بزوجها تيد بيكون، وهو جندي عائد من الخدمة ورفيق شيوعي وناشط سياسي. تزوجا في عام 1944 في بريسبان وأنجبا ابنةً، سمّياها بربارة.

## السياسة

### الحزب الشيوعي الأسترالي
انخرطت إيفا بيكون بقوة في الحزب الشيوعي الأسترالي في أثناء حياتها في أستراليا، ولكونها شيوعيةً في شبابها في النمسا، كان من الطبيعي أن تبحث بيكون عن أناس بعقلية مشابهة حين فرّت من النازيين إلى أستراليا. خلال انخراطها في الحزب الشيوعي الأسترالي، التقت بيكون بتيد وتزوّجت منه، كان تيد يعمل سكرتيرًا لفرع الحزب الشيوعي الأسترالي في كوينزلاند مدة معينة. انخرط تيد وإيفا بقوة في الحزب كما تظهر العديد من المنشورات والكراسات والخطب المطبوعة ورسائل الاحتجاجات، والمسيرات والأحداث والاجتماعات التي احتوى عليها أرشيفهما الشخصي. 
في حين أصرّت بيكون أن ميولها الشيوعية لم تؤثّر على عملها مع مجموعات سياسية أخرى مثل اتحاد النساء الأستراليات، كان من الواضح أن انخراطها في الحزب الشيوعي الأسترالي كان له تأثير سلبي على موثوقيتها في مجالات أخرى في الحياة. ربط بيترسون بين انخراطها مع مجموعتين ليحاول تشويه سمعة اتحاد النساء الأستراليات بصفتها منظمة شيوعية. 
كانت بيكون عضوًا في اللجنة المركزية للحزب الشيوعي الأسترالي منذ عام 1948 بحسب أقوالها، وبقيت هي وتيد عضوين ملتزمين طوال حياتهما.